# Tringenstein
Tringenstein (im Ortsdialekt Trongestaa) ist einer der fünf Ortsteile der Gemeinde Siegbach im mittelhessischen Lahn-Dill-Kreis.
Der Ort liegt, von Wald umgeben, im Gladenbacher Bergland am Fuße des Schlossberges (536 m über NN). Durch Tringenstein führt die Kreisstraße 55.

## Geschichte

### Ortsgeschichte
Das Dorf wurde 1325 erstmals beim Bau der Burg Tringenstein urkundlich erwähnt.

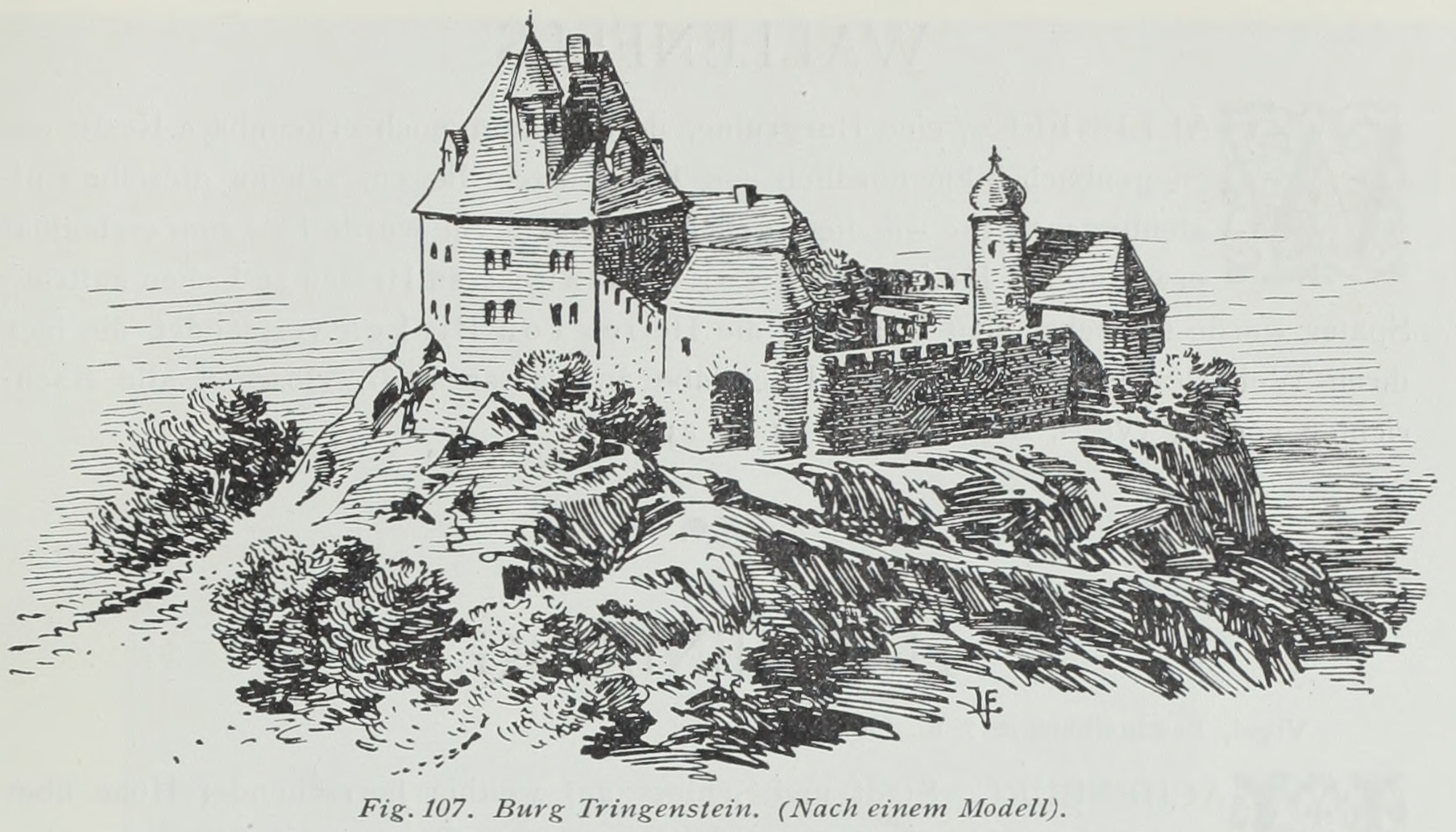
Burg Tringenstein nach einem Modell
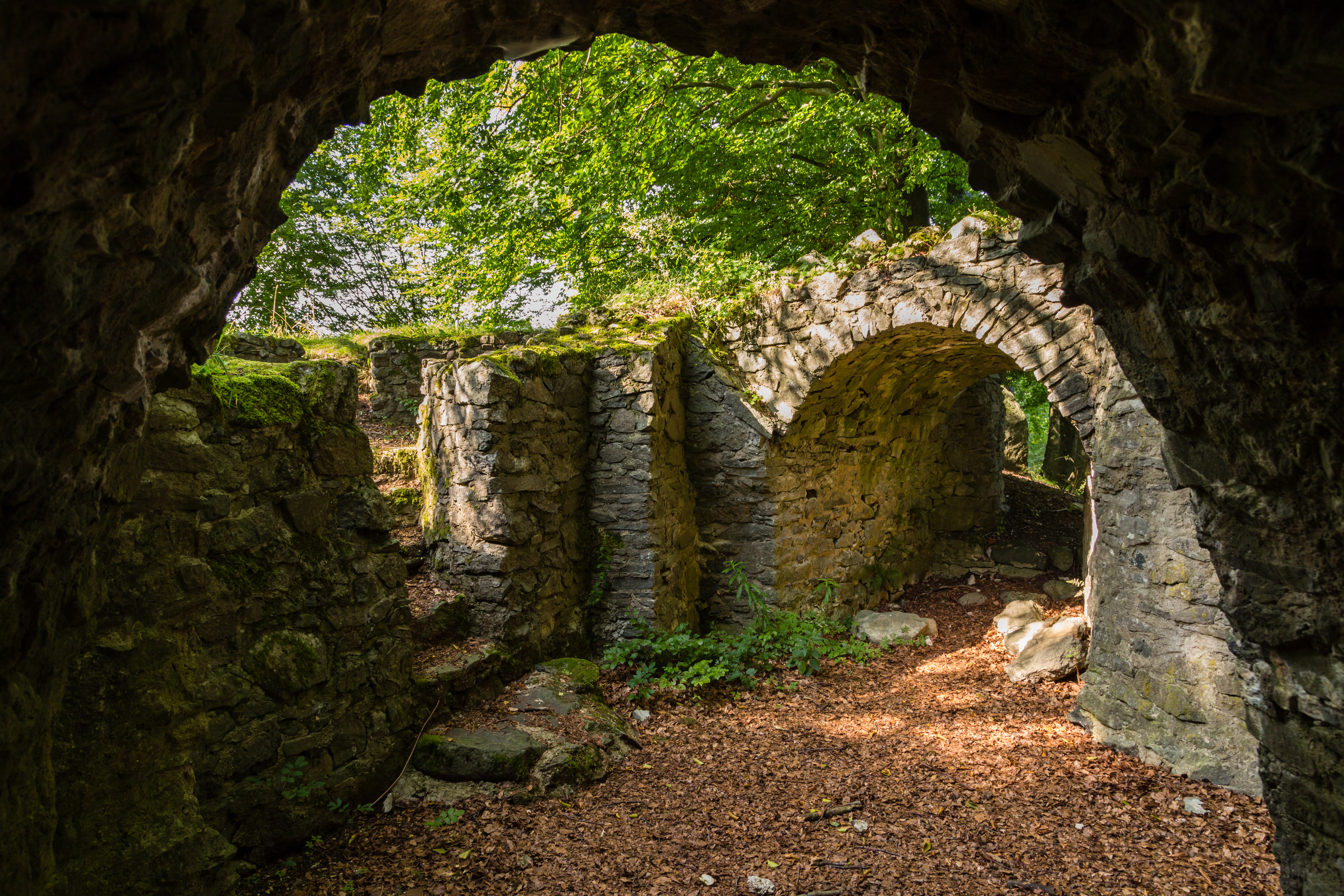
Mauerreste der Burg in Tringenstein
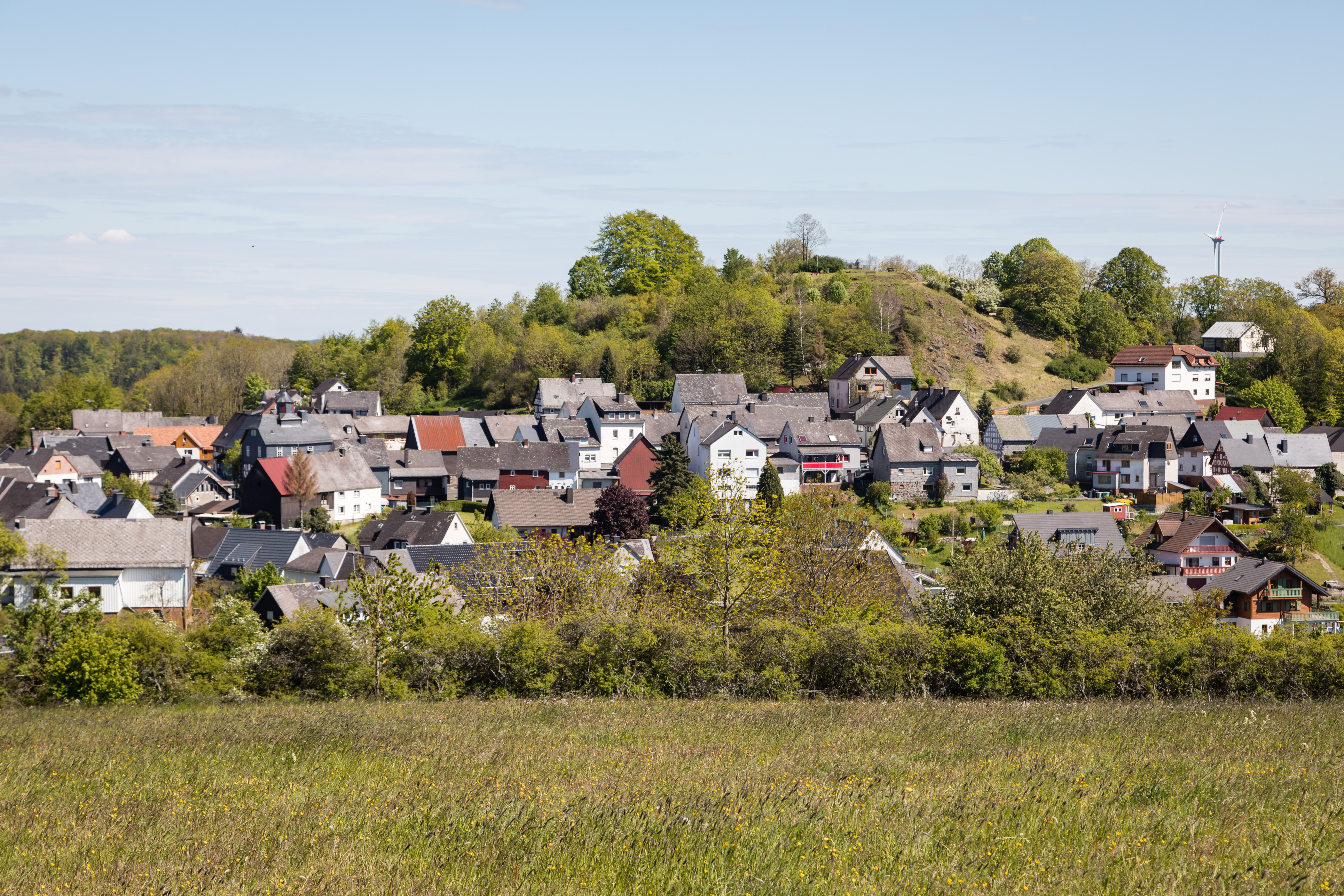
Blick auf den Burgberg in Tringenstein
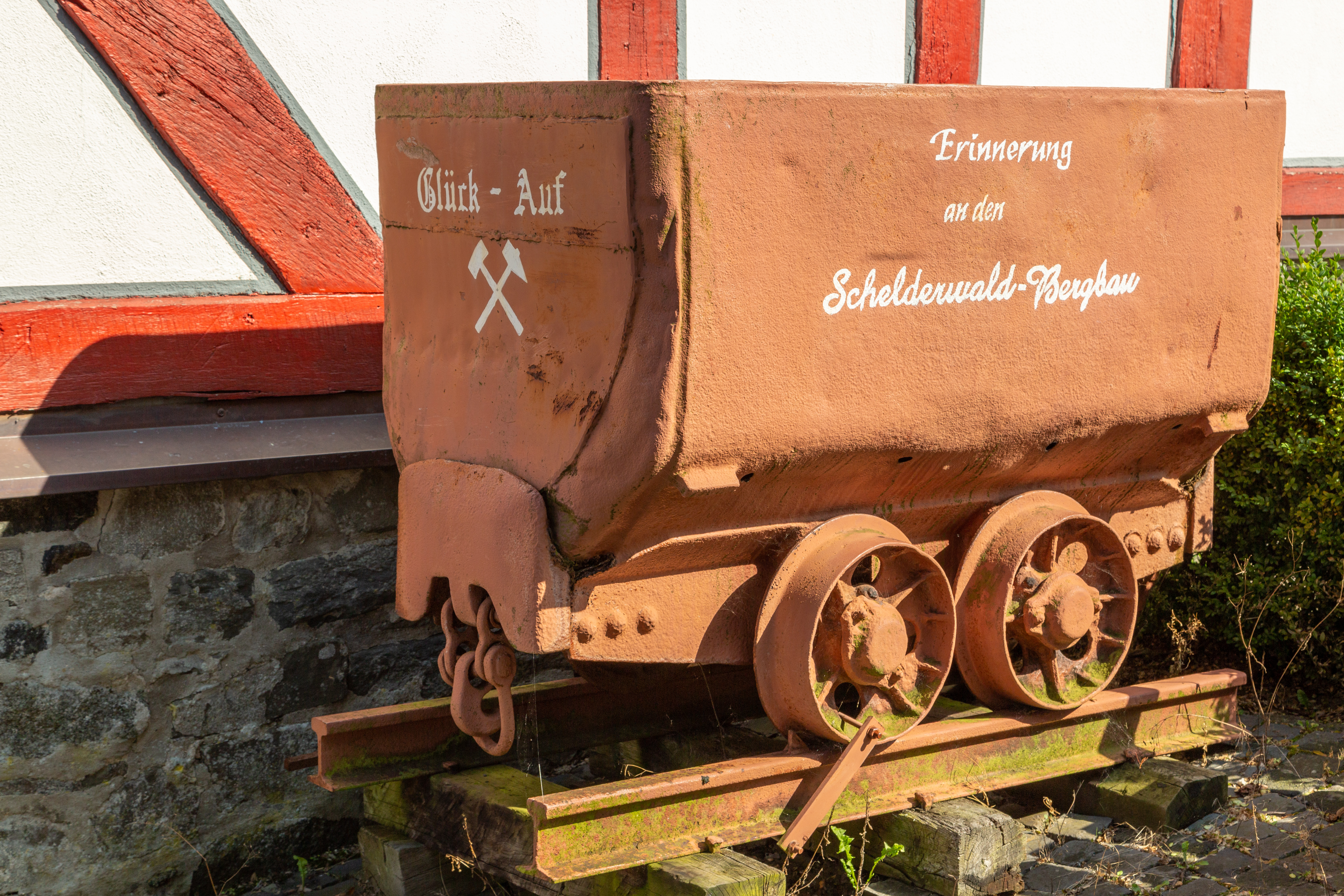
Eine Feldbahnlore in Tringenstein erinnert an den Bergbau im Schelderwald

Hessische Gebietsreform (1970–1977)
Im Zuge der Gebietsreform in Hessen fusionierten zum 31. Dezember 1971 die Gemeinden Tringenstein, Übernthal und Wallenfels freiwillig zur neuen Gemeinde Siegbach. Ortsbezirke nach der Hessischen Gemeindeordnung wurden nicht errichtet.

### Verwaltungsgeschichte im Überblick
Die folgende Liste zeigt die Staaten und Verwaltungseinheiten, denen Tringenstein angehört(e):
- vor 1739: Heiliges Römisches Reich, Grafschaft/Fürstentum Nassau-Dillenburg, Amt Tringenstein[6]
- ab 1739: Heiliges Römisches Reich, Fürstentum Nassau-Diez, Amt Tringenstein
- 1806–1813: Großherzogtum Berg,[Anm. 2] Département Sieg, Arrondissement Dillenburg, Kanton Herborn
- 1813–1815: Fürstentum Nassau-Oranien, Amt Tringenstein
- ab 1816: Herzogtum Nassau[Anm. 3], Amt Herborn
- ab 1849: Herzogtum Nassau, Kreisamt Herborn[Anm. 4]
- ab 1854: Herzogtum Nassau, Amt Herborn
- ab 1867: Norddeutscher Bund[Anm. 5], Königreich Preußen,[Anm. 6] Provinz Hessen-Nassau, Regierungsbezirk Wiesbaden, Dillkreis[Anm. 7]
- ab 1871: Deutsches Reich, Königreich Preußen, Provinz Hessen-Nassau, Regierungsbezirk Wiesbaden, Dillkreis
- ab 1918: Deutsches Reich (Weimarer Republik), Freistaat Preußen, Provinz Hessen-Nassau, Regierungsbezirk Wiesbaden, Dillkreis
- ab 1932: Deutsches Reich, Freistaat Preußen, Provinz Hessen-Nassau, Regierungsbezirk Wiesbaden, Landkreis Dillenburg
- ab 1933: Deutsches Reich, Freistaat Preußen, Provinz Hessen-Nassau, Regierungsbezirk Wiesbaden, Dillkreis
- ab 1944: Deutsches Reich, Freistaat Preußen, Provinz Nassau, Dillkreis
- ab 1945: Amerikanische Besatzungszone,[Anm. 8] Groß-Hessen, Regierungsbezirk Wiesbaden, Dillkreis
- ab 1946: Amerikanische Besatzungszone, Land Hessen, Regierungsbezirk Wiesbaden, Dillkreis
- ab 1949: Bundesrepublik Deutschland, Land Hessen, Regierungsbezirk Wiesbaden, Dillkreis
- ab 1968: Bundesrepublik Deutschland, Land Hessen, Regierungsbezirk Darmstadt, Dillkreis
- ab 1977: Bundesrepublik Deutschland, Land Hessen, Regierungsbezirk Darmstadt, Lahn-Dill-Kreis, Gemeinde Siegbach[Anm. 9]
- ab 1977: Bundesrepublik Deutschland, Land Hessen, Regierungsbezirk Darmstadt, Lahn-Dill-Kreis, Gemeinde Siegbach
- ab 1981: Bundesrepublik Deutschland, Land Hessen, Regierungsbezirk Gießen, Lahn-Dill-Kreis, Gemeinde Siegbach

### Bevölkerung
Einwohnerstruktur 2011
Nach den Erhebungen des Zensus 2011 lebten am Stichtag dem 9. Mai 2011 in Tringenstein 513 Einwohner. Darunter waren 12 (2,3 %) Ausländer.
Nach dem Lebensalter waren 78 Einwohner unter 18 Jahren, 234 zwischen 18 und 49, 123 zwischen 50 und 64 und 81 Einwohner waren älter.
Die Einwohner lebten in 210 Haushalten. Davon waren 48 Singlehaushalte, 63 Paare ohne Kinder und 78 Paare mit Kindern, sowie 21 Alleinerziehende und 3 Wohngemeinschaften. In 27 Haushalten lebten ausschließlich Senioren und in 153 Haushaltungen lebten keine Senioren.
Einwohnerentwicklung
| Tringenstein: Einwohnerzahlen von 1834 bis 2011 | Tringenstein: Einwohnerzahlen von 1834 bis 2011 | Tringenstein: Einwohnerzahlen von 1834 bis 2011 | Tringenstein: Einwohnerzahlen von 1834 bis 2011 | Tringenstein: Einwohnerzahlen von 1834 bis 2011 |
| --- | ----------------------------------------------- | ----------------------------------------------- | ----------------------------------------------- | ----------------------------------------------- |
| Jahr |                                                 |                                                 |                                                 | Einwohner                                       |
| 1834 | 1834                                            |                                                 | 238                                             | 238                                             |
| 1840 | 1840                                            |                                                 | 234                                             | 234                                             |
| 1846 | 1846                                            |                                                 | 236                                             | 236                                             |
| 1852 | 1852                                            |                                                 | 256                                             | 256                                             |
| 1858 | 1858                                            |                                                 | 245                                             | 245                                             |
| 1864 | 1864                                            |                                                 | 262                                             | 262                                             |
| 1871 | 1871                                            |                                                 | 274                                             | 274                                             |
| 1875 | 1875                                            |                                                 | 282                                             | 282                                             |
| 1885 | 1885                                            |                                                 | 319                                             | 319                                             |
| 1895 | 1895                                            |                                                 | 338                                             | 338                                             |
| 1905 | 1905                                            |                                                 | 420                                             | 420                                             |
| 1910 | 1910                                            |                                                 | 444                                             | 444                                             |
| 1925 | 1925                                            |                                                 | 489                                             | 489                                             |
| 1939 | 1939                                            |                                                 | 492                                             | 492                                             |
| 1946 | 1946                                            |                                                 | 604                                             | 604                                             |
| 1950 | 1950                                            |                                                 | 606                                             | 606                                             |
| 1956 | 1956                                            |                                                 | 573                                             | 573                                             |
| 1961 | 1961                                            |                                                 | 595                                             | 595                                             |
| 1967 | 1967                                            |                                                 | 591                                             | 591                                             |
| 1970 | 1970                                            |                                                 | 580                                             | 580                                             |
| 1980 | 1980                                            |                                                 | ?                                               | ?                                               |
| 1990 | 1990                                            |                                                 | ?                                               | ?                                               |
| 2000 | 2000                                            |                                                 | ?                                               | ?                                               |
| 2011 | 2011                                            |                                                 | 513                                             | 513                                             |
| Datenquelle: Historisches Gemeindeverzeichnis für Hessen: Die Bevölkerung der Gemeinden 1834 bis 1967. Wiesbaden: Hessisches Statistisches Landesamt, 1968. Weitere Quellen: LAGIS; Zensus 2011 |                                                 |                                                 |                                                 |                                                 |

 Historische Religionszugehörigkeit
| • 1885: | 269 evangelische (= 84,33 %), keine katholischen, 50 andere Christen (= 15,67 %) |
| • 1961: | 517 evangelische (= 86,89 %), 29 katholische (= 4,87 %) Einwohner                |

## Infrastruktur
Im Ort gibt es:
- ein großes Granitwerk
- einen Sportplatz
- Kinderspielplätze
- das Erika-Heß-Feriendorf mit 16 Blockhütten